# Marzena Wysocka
Marzena Wysocka (ur. 17 lutego 1969 w Mingosach) – polska lekkoatletka, specjalizująca się w rzucie dyskiem. Wielokrotna mistrzyni i reprezentantka Polski w lekkoatletyce, także mistrzyni Polski w podnoszeniu ciężarów.

## Kariera sportowa
Była zawodniczką WLKS Siedlce (1983-1994), AZS-AWF Kraków (1995) i AZS-AWF Biała Podlaska (od 1996). Jej pierwszym trenerem była Danuta Soćko, w AZS-AWF Biała Podlaska prowadził ją Krzysztof Stipura.

### Kariera juniorska
W okresie juniorskim odnosiła także sukcesy w pchnięciu kulą. Na halowych mistrzostwach Polski juniorów młodszych zdobyła srebrny medal w pchnięciu kulą w 1984, złoty medal w pchnięciu kulą w 1985, na halowych mistrzostwach Polski juniorów w 1987 i 1988 złoty medal w pchnięciu kulą, na mistrzostwach Polski juniorów młodszych zdobyła złoto w pchnięciu kulą w 1985 i 1986 oraz złoto w rzucie dyskiem w 1986, na mistrzostwach Polski juniorów złoto w rzucie dyskiem w 1987 i 1988, złoto w pchnięciu kulą w 1988, na młodzieżowych mistrzostwach Polski złoto w rzucie dyskiem w 1989, srebro w rzucie dyskiem w 1990 i 1991, srebro w pchnięciu kulą w 1989.

### Kariera seniorska
Przed 22 lata z rzędu (1987-2008) kwalifikowała się do ścisłego finału mistrzostw Polski seniorek w rzucie dyskiem, nie zajmując nigdy miejsca niższego niż szóste. W tym czasie zdobyła dwanaście medali, w tym cztery tytuły mistrzyni Polski (1993, 2001, 2003, 2005), pięć tytułów wicemistrzyni Polski (1997, 1999, 2000, 2002 i 2004) i trzy brązowe medale (1992, 1994 i 2006. W 1999 została brązową medalistką halowych mistrzostw Polski seniorek w pchnięciu kulą.
Trzykrotnie reprezentowała Polskę na mistrzostwach świata seniorek, jednak w każdym ze startów odpadała w eliminacjach (1999 z wynikiem 57,43, 2003 z wynikiem 57,80, w 2005 z wynikiem 57,44). W 2002 wystąpiła na mistrzostwach Europy seniorek zajmując 5. miejsce, z wynikiem 62,20. Startowała także na zawodach Superligi Pucharu Europy w 2005, zajmując 3. miejsce w rzucie dyskiem, z wynikiem 62,28 i 8. miejsce w pchnięciu kulą, z wynikiem 13,62 oraz trzykrotnie w zawodach Zimowego Pucharu Europy w rzutach (2002 - 10 m. w grupie A, z wynikiem 55,87 (łącznie 12. rezultat), 2003 - 9. m., z wynikiem 56,45, 2004 - 11 m., z wynikiem 54,17).
Rekordy życiowe: 
- rzut dyskiem – 64,57 m (2005)
- pchnięcie kulą (stadion) – 16,02 m (1999)
- pchnięcie kulą (hala) – 16,54 m (1999)

### Podnoszenie ciężarów
w latach 90. startowała także na mistrzostwach Polski w podnoszeniu ciężarów, zdobywając trzykrotnie mistrzostwo Polski (1994 i 1995 w kategorii do 76 kg, 1996 w kategorii do 83 kg).

### Praca zawodowa
Od 2004 pracuje jako nauczycielka wychowania fizycznego w IV Liceum Ogólnokształcącym im. Hetmana Stanisława Żółkiewskiego w Siedlcach.